# Майкл Долік
Майкл Скотт Долік (англ. Michael Scott Doleac, нар. 15 червня 1977, Сан-Антоніо, Техас, США) — американський професійний баскетболіст, що грав на позиціях важкого форварда і центрового за низку команд НБА. Чемпіон НБА.

## Ігрова кар'єра
На університетському рівні грав за команду «Юта» (1994–1998). Допоміг команді дійти до фіналу турніру NCAA, де «Юта» програла команді «Кентаккі Вайлдкетс».
1998 року був обраний у першому раунді драфту НБА під загальним 12-м номером командою «Орландо Меджик». Професійну кар'єру розпочав 1998 року виступами за тих же «Орландо Меджик», захищав кольори команди з Орландо протягом наступних 3 сезонів. За підсумками дебютного сезону був включений до другої збірної новачків.
З 2001 по 2002 рік грав у складі «Клівленд Кавальєрс», куди був обміняний на Брендана Гейвуда.
2002 року перейшов до «Нью-Йорк Нікс», у складі якої провів наступні 2 сезони своєї кар'єри.
Наступною командою в кар'єрі гравця була «Денвер Наггетс», за яку він відіграв лише частину сезону 2004 року.
З 2004 по 2007 рік грав у складі «Маямі Гіт». 2006 року став чемпіоном НБА у складі команди.
Останньою ж командою в кар'єрі гравця стала «Міннесота Тімбервулвз», до складу якої він приєднався 2007 року і за яку відіграв один сезон.

## Статистика виступів в НБА

### Регулярний сезон
| Сезон             | Команда                 | GP  | GS | MPG  | FG%  | 3P%  | FT%  | RPG | APG | SPG | BPG | PPG |
| ----------------- | ----------------------- | --- | -- | ---- | ---- | ---- | ---- | --- | --- | --- | --- | --- |
| 1998–1999         | «Орландо Меджик»        | 49  | 0  | 15.9 | .468 | .000 | .675 | 3.0 | .4  | .4  | .3  | 6.2 |
| 1999–2000         | «Орландо Меджик»        | 81  | 29 | 16.5 | .452 | .500 | .842 | 4.1 | .8  | .4  | .4  | 7.0 |
| 2000–2001         | «Орландо Меджик»        | 77  | 21 | 18.2 | .417 | .000 | .847 | 3.5 | .8  | .5  | .5  | 6.4 |
| 2001–2002         | «Клівленд Кавальєрс»    | 42  | 15 | 16.8 | .417 | .000 | .826 | 4.0 | .6  | .4  | .3  | 4.6 |
| 2002–2003         | «Нью-Йорк Нікс»         | 75  | 0  | 13.9 | .426 | .000 | .783 | 2.9 | .6  | .2  | .2  | 4.4 |
| 2003–2004         | «Нью-Йорк Нікс»         | 46  | 0  | 14.9 | .444 | .000 | .861 | 4.1 | .7  | .4  | .6  | 5.0 |
| 2003–2004         | «Денвер Наггетс»        | 26  | 0  | 13.2 | .412 | .000 | .875 | 2.9 | .5  | .2  | .2  | 3.6 |
| 2004–2005         | «Маямі Гіт»             | 80  | 8  | 14.7 | .447 | .000 | .610 | 3.2 | .6  | .3  | .3  | 4.0 |
| 2005–2006†        | «Маямі Гіт»             | 31  | 3  | 12.0 | .420 | .000 | .800 | 2.7 | .3  | .3  | .2  | 3.2 |
| 2006–2007         | «Маямі Гіт»             | 56  | 0  | 12.5 | .469 | .000 | .878 | 2.8 | .4  | .3  | .3  | 3.6 |
| 2007–2008         | «Міннесота Тімбервулвз» | 24  | 8  | 10.7 | .444 | .000 | .500 | 2.0 | .3  | .4  | .4  | 2.4 |
| Усього за кар'єру | Усього за кар'єру       | 587 | 84 | 15.0 | .439 | .125 | .791 | 3.3 | .6  | .3  | .3  | 4.9 |

### Плей-оф
| Сезон             | Команда           | GP | GS | MPG  | FG%  | 3P%  | FT%   | RPG | APG | SPG | BPG | PPG |
| ----------------- | ----------------- | -- | -- | ---- | ---- | ---- | ----- | --- | --- | --- | --- | --- |
| 1999              | «Орландо Меджик»  | 4  | 0  | 10.8 | .278 | .000 | .778  | 3.0 | .0  | .0  | .2  | 4.3 |
| 2001              | «Орландо Меджик»  | 4  | 0  | 11.3 | .375 | .000 | .000  | 3.5 | .3  | .8  | .0  | 3.0 |
| 2004              | «Денвер Наггетс»  | 5  | 0  | 9.8  | .500 | .000 | .000  | 1.4 | .6  | .0  | .0  | 2.0 |
| 2005              | «Маямі Гіт»       | 9  | 0  | 7.2  | .438 | .000 | 1.000 | 1.6 | .0  | .1  | .1  | 1.8 |
| 2006†             | «Маямі Гіт»       | 8  | 0  | 9.0  | .538 | .000 | 1.000 | 2.8 | .0  | .1  | .0  | 2.0 |
| 2007              | «Маямі Гіт»       | 1  | 0  | 1.0  | .000 | .000 | .000  | .0  | .0  | .0  | .0  | .0  |
| Усього за кар'єру | Усього за кар'єру | 31 | 0  | 8.9  | .411 | .000 | .846  | 2.2 | .1  | .2  | .1  | 2.3 |